# Lyngby Sogn (Hjørring Kommune)
 For alternative betydninger, se Lyngby Sogn. (Se også artikler, som begynder med Lyngby Sogn)
Lyngby Sogn er et sogn i Hjørring Søndre Provsti (Aalborg Stift).
I 1800-tallet var Lyngby Sogn i Børglum Herred anneks til Jelstrup Sogn i Vennebjerg Herred. Begge herreder hørte til Hjørring Amt. Jelstrup-Lyngby sognekommune blev ved kommunalreformen i 1970 indlemmet i Løkken-Vrå Kommune, som ved strukturreformen i 2007 indgik i Hjørring Kommune.
I Lyngby Sogn ligger Lyngby Kirke.
I sognet findes følgende autoriserede stednavne:
- Lyngby (bebyggelse)
- Lyngby Torp (bebyggelse, ejerlav)
- Nørre Lyngby (bebyggelse, ejerlav)
- Sønder Lyngby (bebyggelse, ejerlav)
- Tovbro (bebyggelse)